# Kayla Harrison
Kayla Harrison (n. 2 iulie 1990, Middletown⁠(d), Ohio, SUA) este o sportivă ce a reprezentat Statele Unite ale Americii, medaliată olimpică. A participat la 2 ediții ale Jocurilor Olimpice (2012, 2016) în care a câștigat o medalie de aur.